# ジャスコシティ玉城
ジャスコシティ玉城（ジャスコシティたまき）は、三重県度会郡玉城町にあったショッピングセンター。俗語では「玉ジャス」､「玉ジャ」と呼ばれていた。

## 沿革
桑名市に本社を置く美濃屋靴鞄店によって、鉄筋コンクリート2階建て、敷地面積 約56,000m2、店舗面積 約23,000m2で核店舗をジャスコとする「美濃屋ショッピングセンター（仮称）」の建設が計画され、1979年（昭和54年）5月に名古屋通産局に届け出された。同店の建設にあたっては商圏が広範囲におよぶため、地元小売店への影響を懸念した近隣3町（玉城町、明和町、小俣町）の商工会が同年8月に広域商業活動調整協議会を設置し、店舗面積を縮小することで1981年（昭和56年）6月に結審、同年10月30日に「ジャスコシティ玉城」として開店する。
建物は鉄筋コンクリート造で1階が店舗、2階が屋上駐車場であった。
開店後は大型店として玉城町以外からも集客があり、1996年（平成8年）に売り上げがピークとなったが、周辺に相次いで商業施設が進出することにより、売り上げがピーク時の半分まで減少、入居契約の20年を過ぎたこともあり、2003年（平成15年）10月に閉店した。

### 年表
- 1981年10月30日 - 開店[1][2]
- 2003年10月20日 - 閉店
- 2014年11月7日 - 300m南東にザ・ビッグエクストラ 玉城店開業

### 現況
店舗は既に解体され、跡地は2022年現在も更地となっている。

## 主なテナント
- ジャスコ玉城店（核店舗）
- 別所書店
- アツミメガネ
- ほていや（呉服店）
- ナムコランド（ゲームセンター）
- キリン堂（ドラッグストア）